# Бианкале, Микеле
Микеле Бианкале (итал. Michele Biancale; 4 октября 1878 или 1881, Сора, Лацио — 25 мая 1961, Рим) — итальянский художественный критик и искусствовед.

## Биография
В 1900 году защитил диссертацию «Трагедия Чинквеченто» (La tragedia italiana nel Cinquecento). Изучал историю искусства в Лондоне и Париже.
После возвращения в Рим писал для газет «Иль Темпо» (Il Tempo), Giornale di Roma, Il Popolo d’Italia, Il Messaggero, Il Momento, Momento Sera, а также журналов Civiltà, La Fiera Letteraria, Le Fonti, L'Illustrazione italiana, Le Lettere, Nuova Antologia, Rassegna dell’Illustrazione artistica, La Tribuna illustrata, Vita artistica.
Автор монографий о живописцах Джоаккино Тома, Микеле Каммарано, Бернардо Челентано, Алексее Исупове, другом которого был и других. Написал для «Итальянской энциклопедии» статью об Этторе Тито.
Преподавал историю и философию в средних школах. Возглавлял кафедру современного искусства в римском университете Сапиенца.
Вёл непрерывную деятельность в качестве культурного организатора, автор многочисленных каталогов выставок современного искусства в государственных и частных галереях.
В статье в «Пополо ди Рома» (Il popolo di Roma) от 17 июня 1927 года он признал Ленинградский фарфор, выставленный на III Международной выставке декоративных искусств 1927 года в Монце, стоящим выше датского и немецкого.
Умер 25 марта 1965 года в Риме.